# Herb gminy Radgoszcz
Herb gminy Radgoszcz – jeden z symboli gminy Radgoszcz, ustanowiony 25 września 2014.

## Wygląd i symbolika
Herb przedstawia na tarczy w polu błękitnym wizerunek Ikara z Powiśla. Jest to upamiętnienie Jana Wnęka, rzeźbiarza ludowego i konstruktora, pioniera lotniarstwa. Jan Wnęk urodził się we wsi Żdżary w dzisiejszej gminie Radgoszcz.

## Historia

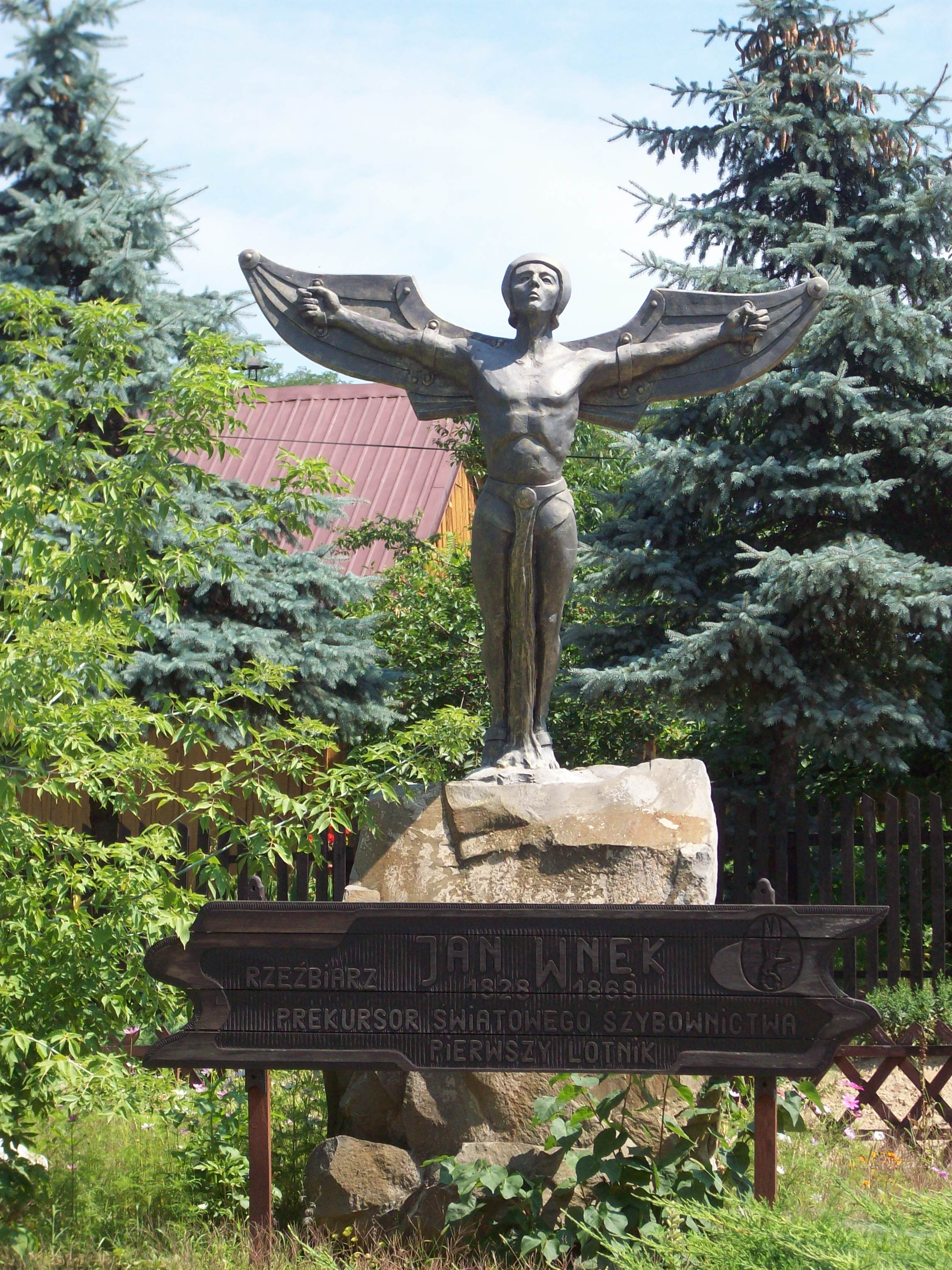
Pomnik w Odporyszowie

Starania o nadanie herbu gminie Radgoszcz trwały od 2003 roku. Pierwotne koncepcje zakładały nawiązanie m.in. do miejscowych właścicieli ziemskich, jednakże zostały one odrzucone przez Komisję Heraldyczną. Koncepcja nawiązania do postaci historycznej powstała w roku 2011. Stylizacja herbu inspirowana jest pomnikiem Wnęka, stojącym we wsi Odporyszów.